# Maiß (Gemeinde Altlengbach)
Maiß ist eine Ortschaft in der Marktgemeinde Altlengbach im Bezirk St. Pölten-Land, Niederösterreich.

## Geografie
Die Ortschaft befindet sich östlich von St. Pölten in den Niederösterreichischen Voralpen und am westlichen Ende des Wienerwaldes. Sie besteht weiters aus dem Weiler Kaltenberg, der Rotte Steineckl und mehreren Einzellagen. Am 1. Jänner 2024 zählte die Ortschaft 212 Einwohner.

## Geschichte
Laut Adressbuch von Österreich waren im Jahr 1938 in Maiß ein Bauunternehmer, ein Holzhändler, ein Handelsvertreter und zahlreiche Landwirte ansässig.